# Muzeele de Arheologie din Istanbul
Muzeele de Arheologie din Istanbul (în turcă İstanbul Arkeoloji Müzeleri) sunt trei muzee de arheologie aflate în cartierul Eminönü, districtul Fatih, în Istanbul, Republica Turcia, aproape de Parcul Gülhane și de Palatul Topkapî.